# País de Gales 1–1 Escócia (1986)
As seleções nacionais de futebol do País de Gales e da Escócia se enfrentaram no dia 10 de setembro de 1985, em uma partida válida pelas eliminatórias europeias da Copa do Mundo de 1986. Disputado no Ninian Park, localizado na cidade de Cardiff, o jogo terminou empatado em 1 a 1. 
Esta partida foi marcada pela morte do técnico da Escócia, Jock Stein, que passou mal após pensar que o árbitro neerlandês Jan Keizer tivesse encerrado o jogo - ele havia apitado uma infração quando faltavam 2 minutos para o final.

## Cenário
País de Gales e Escócia ficaram no Grupo 7 das eliminatórias europeias, juntamente com Espanha e Islândia, que terminariam respectivamente como líder e lanterna da chave. Em março de 1985, Gales venceu por 1 a 0 (primeira vitória em território escocês em 34 anos), resultado que gerou reclamações dos jogadores da Escócia sobre uma possível falta do atacante galês Mark Hughes sobre o zagueiro Alex McLeish antes do gol marcado por Ian Rush, além de uma briga entre Graeme Souness e Peter Nicholas (ambos levaram cartão amarelo), e os atletas de Gales cercaram o capitão da Tartan Army. Para Souness, o cartão foi decisivo para sua ausência no último jogo entre as seleções, pois ele havia recebido outro contra a Islândia, suspendendo-o da partida.

## Resumo da partida

### Pós-jogo: escolha do estádio e pressão sobre Jock Stein
Empatados em pontos com a Espanha (com vantagem escocesa no saldo de gols), que disputaria seu jogo com a Islândia 2 semanas depois, País de Gales e Escócia se enfrentaram no Ninian Park com a Tartan Army precisando de um empate para conseguir a vaga para a repescagem contra uma seleção da OFC, enquanto uma vitória garantiria a classificação direta. Para os galeses, apenas a vitória interessava desde que a Espanha não derrotasse a Islândia em Sevilha.
A escolha do estádio também ficou indefinida: o Estádio Nacional de Cardiff fora inaugurado em 1984, mas era então de uso exclusivo da Seleção Galesa de Rugby Union, não ocorrendo nenhuma partida de futebol até 1989. A Associação de Futebol do País de Gales decidiu escolher entre os estádios de Cardiff City, Swansea City e Wrexham. Durante a preparação, o técnico de Gales, Mike England, não gostou da escolha do Ninian Park em vez do Racecourse Ground, onde a seleção possuía um histórico favorável tanto em jogos de eliminatórias para Copa do Mundo ou Eurocopa quanto no British Home Championship, o que não convenceu a FAW, que optou pelo jogo na capital galesa
Jock Stein, técnico da Escócia desde 1978 e que comandou a seleção na Copa de 1982, vinha pressionado após não conseguir classificá-la para as Eurocopas de 1980 e 1984, além do British Home Championship. A derrota para Gales no jogo em Glasgow aumentou o nível das críticas sobre o treinador, que estava ciente de que um novo resultado negativo causaria sua demissão. Ele ainda teve que lidar com os desfalques de Souness, Kenny Dalglish, Steve Archibald e Alan Hansen, respectivamente por suspensão ou lesão., além de problemas de saúde - havia parado de tomar diuréticos que controlavam sua insuficiência cardíaca, que segundo Stein, foi para manter o foco na partida e negar possíveis efeitos colaterais que a medicação lhe causaria. Apesar de sua paixão pelo futebol, a pressão pelos resultados e a saúde debilitada indicariam que Stein teria que deixar o cargo após a Copa de 1986.

### Primeiro tempo
Antes do início do jogo, várias pessoas, entre elas o então auxiliar-técnico Alex Ferguson e o meia Gordon Strachan, notaram que Stein não vinha bem. O jornalista Roddy Forsyth, da filial escocesa da BBC, havia feito uma entrevista com o treinador para a série documental Only A Game?, e notou que ele "suava muito e estava muito pálido". No entanto, Stein estava bem-humorado, e durante o aquecimento, o goleiro Neville Southall descobriu que a torcida escocesa havia guardado as bolas que ele e seu reserva Eddie Niedzwiecki estavam usando, falando com o técnico sobre o assunto ao voltar do vestiário. Stein, após pedir para os torcedores devolverem as bolas, foi para a área técnica e o jogo começou sem nenhum incidente.
Com apenas 2 minutos de jogo, Mark Hughes deu uma entrada violenta em McLeish, que um minuto depois revidou sobre Ian Rush, resultado em um cartão amarelo. Apesar da linha de 5 defensores montada por Jock Stein, Gales abriu o placar aos 13 minutos após Peter Nicholas fazer um cruzamento rasteiro para Hughes vencer Jim Leighton. Os Dragões quase ampliaram aos 20 minutos, depois que Robbie James cabeceou por cima do travessão. Aos 38, Hughes pegou o rebote de Leighton em uma cobrança de falta, mas chutou para fora. O goleiro escocês evitou novamente o segundo gol galês ao mergulhar nos pés do próprio Hughes, antes do intervalo. Neste lance, Leighton perdeu uma de suas lentes de contato e foi substituído por Alan Rough, que não atuava pela seleção desde a partida contra a União Soviética, pela Copa de 1982. O zagueiro Richard Gough afirmou que Jock Stein "estava furioso porque ninguém avisou a ele que Leighton usava lentes de contato"..

### Segundo tempo: empate escocês e morte de Stein
O País de Gales iniciou o segundo tempo controlando o jogo da mesma forma que fizera na primeira etapa, tendo outra oportunidade de ampliar o placar com Rush, que mandou para fora. Posteriormente, Jock Stein colocou Davie Cooper no lugar de Strachan, e a alteração mudou os rumos da partida, fazendo com que os galeses ficassem vulneráveis pela primeira vez. No entanto, a defesa de Gales continuava segurando os ataques rivais e apostando em lançamentos para Hughes e Rush.
A Escócia chegou a pedir um pênalti depois que David Speedie foi empurrado na área, mas a 9 minutos do final, o árbitro neerlandês Jan Keizer viu que a bola chutada por Graeme Sharp atingiu o cotovelo de David Phillips. Cooper bateu o pênalti com força e a bola foi rasteira, no canto direito de Southall, que chegou a tocar na bola. No momento da cobrança, o banco de reservas de Gales foi cercado pela imprensa e vários fotógrafos, que passariam a filmar o lado escocês, levando Stein a protestar contra um profissional que atrapalhava a visão do jogo. Tanto Stewart Hillis (médico da seleção e que também atendia Stein), quanto Mike England (treinador de Gales) afirmaram que não havia nada de errado com o técnico escocês, que aparentava estar desanimado enquanto os demais integrantes (reservas e comissão técnica) comemoravam o empate. Alex Ferguson notou em seguida que Stein parecia estar pálido e suava muito. 
Após o empate (que garantia a vaga escocesa na repescagem), Mike England colocou Steve Lovell e Clayton Blackmore nos lugares de Robbie James e Mickey Thomas, na tentativa de recuperar a vantagem no placar. Faltando 2 minutos para o final do jogo, Jan Keizer apita uma falta e Stein, pensando que era o apito final, vai para a área técnica de Gales para cumprimentar os jogadores e a comissão técnica, antes de cair de joelhos no gramado. Levado para o vestiário, foram feitas várias tentativas de reanimação. Preocupados com a situação, os escoceses preferiram não comemorar e a situação do técnico se complicava. Meia hora depois do apito final, foi anunciada a morte de Jock Stein, aos 62 anos.

## Reações sobre a partida
As notícias sobre a morte de Stein começaram a se espalhar após o jogo, enquanto alguns torcedores deixavam o Ninian Park e outros permaneciam em Cardiff comemorando a vaga na repescagem intercontinental e também enquanto voltavam de trem ou de carro para casa, não tendo conhecimento até então.
O falecimento do técnico ofuscou a conquista da vaga para a repescagem, e a seleção voltaria para Edimburgo refletindo sobre a perda de Stein. Um torcedor disse que "preferia ver a Escócia fora da Copa e ter Big Jock (apelido do treinador) de volta". O funeral do treinador ocorreu em 13 de setembro, e anos mais tarde foi revelado que a causa oficial da morte não foi um ataque cardíaco e sim um edema pulmonar em decorrência da insuficiência cardíaca que afetava Stein.
Duas semanas depois, a vaga escocesa na repescagem foi confirmada após a vitória da Espanha por 2 a 1 sobre a Islândia. Os escoceses, desta vez com Ferguson no comando e as voltas de Souness e Dalglish, venceu a Austrália por 2 a 0 no primeiro jogo e empatou sem gols na volta, em Melbourne. Empatado em pontos, o País de Gales perderia pela terceira vez seguida a chance de se classificar para uma competição importante - perdeu a vaga na Copa de 1982 para a Tchecoslováquia no saldo de gols (5, contra 9 da equipe do Leste Europeu) e também ficou de fora da Eurocopa de 1984, ficando apenas um ponto atrás da classificada Iugoslávia. Os Dragões só voltariam a disputar um torneio ao disputar a Eurocopa de 2016, onde chegaram até a semifinal contra Portugal, que terminaria com o título, e participariam ainda da Copa de 2022, a primeira desde 1958.

### Detalhes
| 10 de setembro de 1985 | País de Gales | 1 – 1 | Escócia          | Ninian Park, Cardiff                    |
| 19:30 (BST)            | Hughes 13'    |       | Cooper 81' (pen) | Público: 34,247 Árbitro: NED Jan Keizer |

| País de Gales | Escócia |

| País de Gales |    |                                       |     |     |
|               |    |                                       |     |     |
| GK            | 1  | Neville Southall (Everton)            |     |     |
| DF            | 2  | Joey Jones (Huddersfield Town)        |     |     |
| DF            | 5  | Pat Van Den Hauwe (Everton)           |     |     |
| DF            | 4  | Kevin Ratcliffe (c) (Everton)         |     |     |
| DF            | 3  | Kenny Jackett (Watford)               |     |     |
| MF            | 7  | Robbie James (Queens Park Rangers)    |     | 81' |
| MF            | 6  | David Phillips (Manchester City)      |     |     |
| MF            | 8  | Peter Nicholas (Luton Town)           |     |     |
| MF            | 10 | Mickey Thomas (Chelsea)               |     | 83' |
| CF            | 11 | Mark Hughes (Manchester United)       |     |     |
| CF            | 9  | Ian Rush (Liverpool)                  | 52' |     |
| Reservas      |    |                                       |     |     |
| GK            | 12 | Eddie Niedzwiecki (Chelsea)           |     |     |
| DF            | 14 | Neil Slatter (Oxford United)          |     |     |
| MF            | 15 | Clayton Blackmore (Manchester United) |     | 83' |
| CF            | 13 | Steve Lovell (Millwall)               |     | 81' |
| Treinador     |    |                                       |     |     |
| Mike England  |    |                                       |     |     |

| Escócia    |    |                                     |    |     |
|            |    |                                     |    |     |
| GK         | 1  | Jim Leighton (Aberdeen)             |    | 46' |
| DF         | 2  | Richard Gough (Dundee United)       |    |     |
| DF         | 3  | Maurice Malpas (Dundee United)      |    |     |
| DF         | 4  | Roy Aitken (Celtic)                 |    |     |
| DF         | 5  | Alex McLeish (Aberdeen)             | 3' |     |
| DF         | 6  | Willie Miller (c) (Aberdeen)        |    |     |
| MF         | 7  | Steve Nicol (Liverpool)             |    |     |
| MF         | 8  | Gordon Strachan (Manchester United) |    | 61' |
| MF         | 10 | Jim Bett (Aberdeen)                 |    |     |
| CF         | 9  | Graeme Sharp (Everton)              |    |     |
| CF         | 11 | David Speedie (Chelsea)             |    |     |
| Reservas   |    |                                     |    |     |
| GK         | 12 | Alan Rough (Hibernian)              |    | 46' |
| MF         | 14 | Paul McStay (Celtic)                |    |     |
| MF         | 16 | Davie Cooper (Rangers)              |    | 61' |
| CF         | 15 | Andy Gray (Aston Villa)             |    |     |
| Treinador  |    |                                     |    |     |
| Jock Stein |    |                                     |    |     |